# دم الإلف
دم الإلف (بالبولندية: Krew elfów) هي الرواية الأولى من ملحمة الويتشر كتبها الروائي البولندي الفانتازي أندريه سابكوسكي، ونشرت أول مرة في 1994. الرواية هي التالية لأحداث المجموعتين القصصيتين الأمنية الأخيرة وسيف القدر وتتبعها رواية زمن الازدراء. وقد تُرجمت الرواية إلى عدة لغات. فازت الرواية بجائزة جائزة جانوس إيه زاجدل لأفضل رواية خيال علمي أو فانتازيا في 1994.